# تجنيد طلاب مدارس اليشيف الدينية

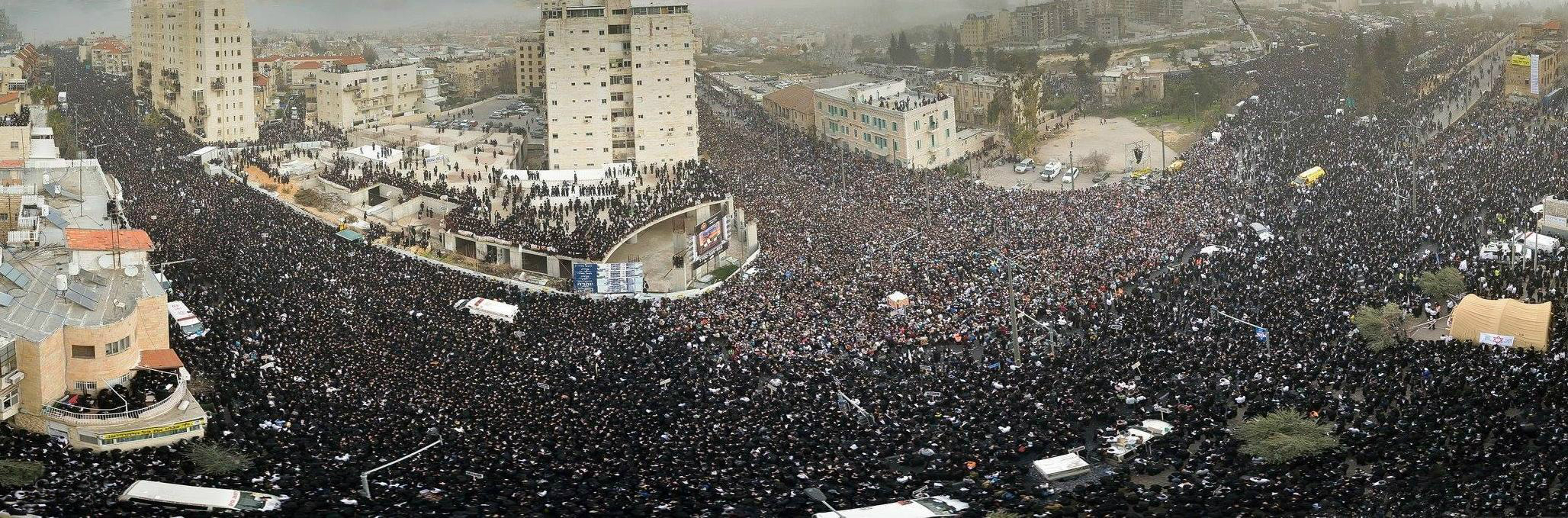
لقطة جوية لمظاهرة حاشدة في مارس 2014 احتجاجًا على التجنيد.

يشير مصطلح تجنيد طلاب اليشيف إلى فرض الخدمة العسكرية على طلاب اليشيفي الأرثوذكس في إسرائيل. فمنذ عام 1977، مُنح أفراد هذا المجتمع إعفاءً كاملاً من الخدمة العسكرية أو الخدمة الوطنية، مما أثار جدلًا واسعًا داخل الأوساط السياسية والاجتماعية.
غير أن هذا الوضع شهد تحولًا جذريًا في عام 2012، حينما فُرض التجنيد الإلزامي على طلاب اليشيف، مقرونًا بعقوبات تصل إلى السجن لخمس سنواتلمن يرفض الالتحاق بالجيش. ومع ذلك، لم يُنفّذ هذا القانون فعليًا حتى عام 2024، حيث بدأ تطبيقه خلال حرب إسرائيل وحماس واجتياح إسرائيل للبنان، مما أدى إلى اعتقالات جماعية وأزمة داخلية حادة.

## التاريخ
في عام 1998، قضت المحكمة العليا الإسرائيلية بأن قانون وزير الدفاع لم يكن يهدف إلى إعفاء المجتمع الأرثوذكسي بشكل شامل، مما استدعى سن تشريع جديد من قبل الكنيست. 
في أعقاب هذا القرار، تم تشكيل لجنة عامة برئاسة القاضي زيفي تال عام 1999، عُرفت بـ لجنة تال، لدراسة قضية تجنيد طلاب اليشيف. أفضت توصيات اللجنة إلى قانون صدر عام 2002، نص على تأجيل خدمة طلاب اليشيفا العسكرية، مع الإقرار بأن دراستهم الدينية تندرج ضمن الخدمة الوطنية. تم تمديد هذا القانون لمدة خمس سنوات إضافية في عام 2007. ومع ذلك، في صيف 2012، قضت المحكمة بأن القانون غير دستوري وأمرت بإنهائه. 
مع انتهاء صلاحية القانون، باتت الخدمة العسكرية إلزامية لجميع طلاب اليشيف، مع فرض عقوبة بالسجن لمدة تصل إلى خمس سنوات على من يرفض التجنيد. غير أن القانون لم يُنفّذ على نطاق واسع وظل تحت سلطة وزير الدفاع فيما يتعلق بتطبيقه على أفراد المجتمع الحريدي.

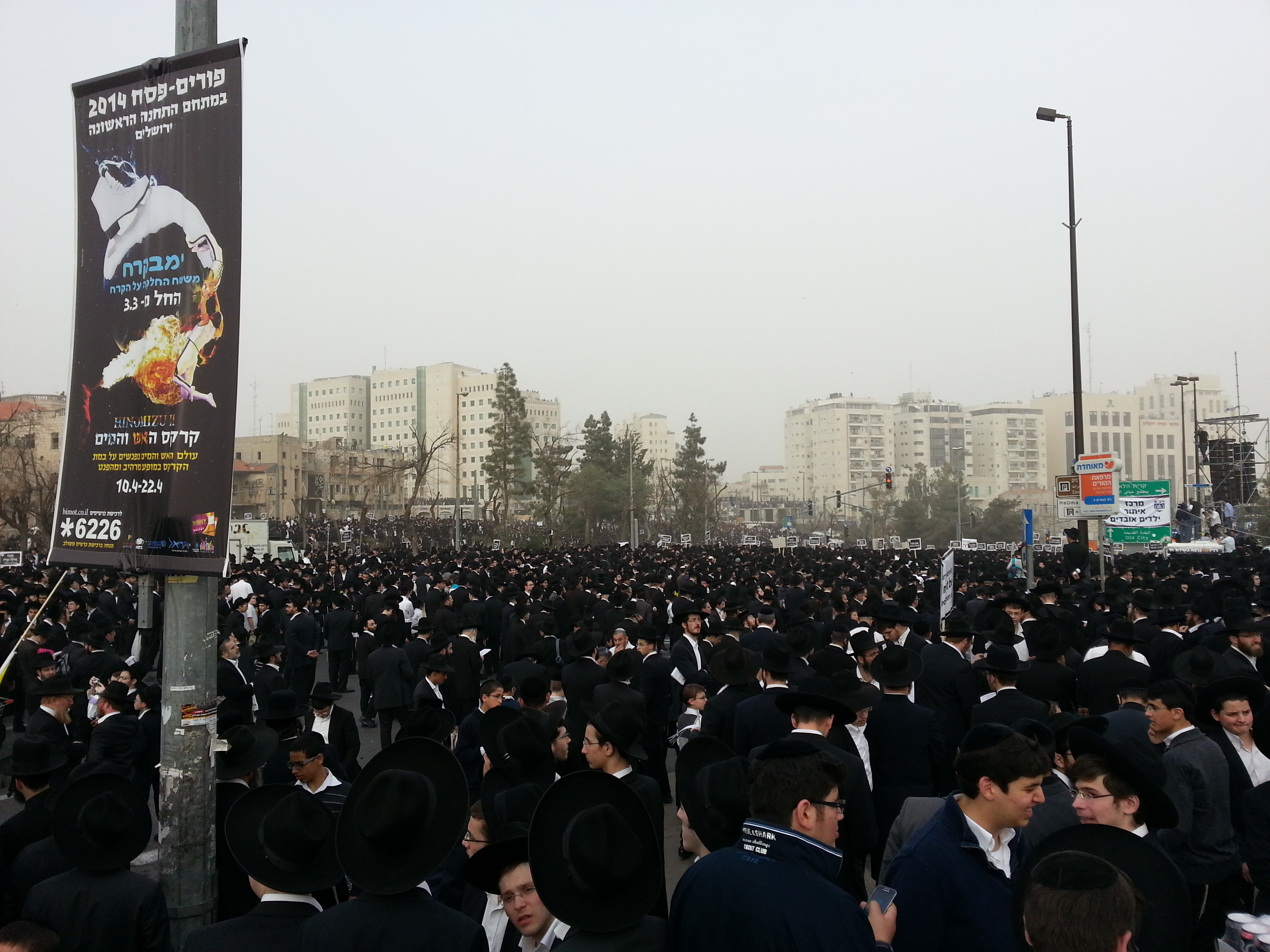
طلاب اليشيفا خلال تظاهرة احتجاجية.

بعد عدة محاولات لصياغة قانون جديد، مثل لجنة بلسنر، تم تشكيل لجنة خاصة لمناقشة تقاسم العبء في مشروع التجنيد  ، والتي أُطلق عليها أيضًا اسم لجنة شاكد، نسبةً إلى رئيستها أيليت شاكد، العضوة في حزب البيت اليهودي. 
في خضم نقاشات اللجنة، التي كانت مستمرة أثناء الاحتجاجات، تم اقتراح قانون يفرض حصصًا سنوية لتجنيد طلاب اليشيف، سواء للخدمة العسكرية أو الوطنية. نص المشروع على أنه إذا لم تتحقق الحصص المطلوبة بحلول منتصف 2017، فسيتم تطبيق عقوبات جنائية على المتخلفين عن التجنيد. كما تضمنت التوصيات وضع خطة لتوسيع نسبة التجنيد تدريجيًا، بحيث يُسمح لـ 1800 طالب بمواصلة دراستهم الدينية سنويًا، في حين يتم دمج الطلاب الآخرين في الجيش أو القوى العاملة بعد بلوغهم سن معينة. 
بدأت الاحتجاجات ضد تجنيد طلاب اليشيفا بشكل متفرق منذ عام 2012، عندما اجتمعت لجنة بلسنر لمناقشة مشروع التجنيد.  كان أول هذه الاحتجاجات في كيكار الحسابات في القدس، حيث تجمع آلاف الأشخاص تعبيرًا عن قلقهم من التغييرات المقترحة. 
في 24 فبراير 2014، عقد كبار الحاخامات في إسرائيل، بمن فيهم قادة أغوداث إسرائيل، ديغل هاتورا، وشاس، اجتماعًا حاسمًا في بني براك، حيث قرروا تنظيم مظاهرة احتجاجية واسعة بعد أسبوع من المؤتمر.  وجهت الدعوة لجميع أبناء المجتمع الحريدي، ابتداءً من الأطفال فوق سن التاسعة، للحضور والمشاركة في التجمع الحاشد.
كان الحاخام أهارون ليب شتينمان من أبرز الداعمين لهذه المظاهرة، مشددًا على أهمية الحفاظ على دراسة التوراة، ورأى أن فرض التجنيد الإجباري يشكل تحديًا للمبادئ الدينية التي بني عليها المجتمع اليهودي. تحدث الحاخام شتينمان عن التحديات التي قد يواجهها الطلاب في الجيش، معتبرًا أن "المجتمع يجب أن يبقى مخلصًا لدراسته وقيمه، وألا يسمح بأي خطوة قد تضعف تراثه الديني".
كما لاقت المظاهرة دعمًا من بعض الحاخامات البارزين في التيار الديني الصهيوني، مثل شموئيل إلياهو، مردخاي ستيرنبرغ، وميكا هاليفي.  وقد أصدر عدد من حاخامات التيار الحريدي الوطني إعلانًا يحث الجمهور على المشاركة في هذا الحدث الكبير. 
على الجانب الآخر، عارضت بعض المجموعات الدينية الصهيونية هذا الاحتجاج، من بينها جمعية الحاخامات التزهارية وبيت هيلل.  كما رفض بعض القادة البارزين في التيار الديني الصهيوني، مثل حاييم دروكمان، دعم المظاهرة، معتبرين أن الخلاف يجب أن يُحل عبر الحوار وليس التصعيد.  
بعد تعليقات حادة نشرتها صحيفة حريدية عن حاييم دروكمان، قرر يهوشوا شابيرا (حاخام اليشيفا في رامات غان) وجمعية حاخامات المجتمع إلغاء مشاركتهم في الاحتجاج.  
شهد يوم الاحتجاج إغلاقًا واسعًا للطرق الرئيسية في القدس، حيث أُغلقت منطقة التظاهر بالكامل اعتبارًا من الظهيرة، كما تم تعليق حركة المرور في الطريق السريع الرابط بين المدينة والساحل من الساعة 2:00 وحتى 7:00 مساءً. 

## الاحتجاجات

### إسرائيل

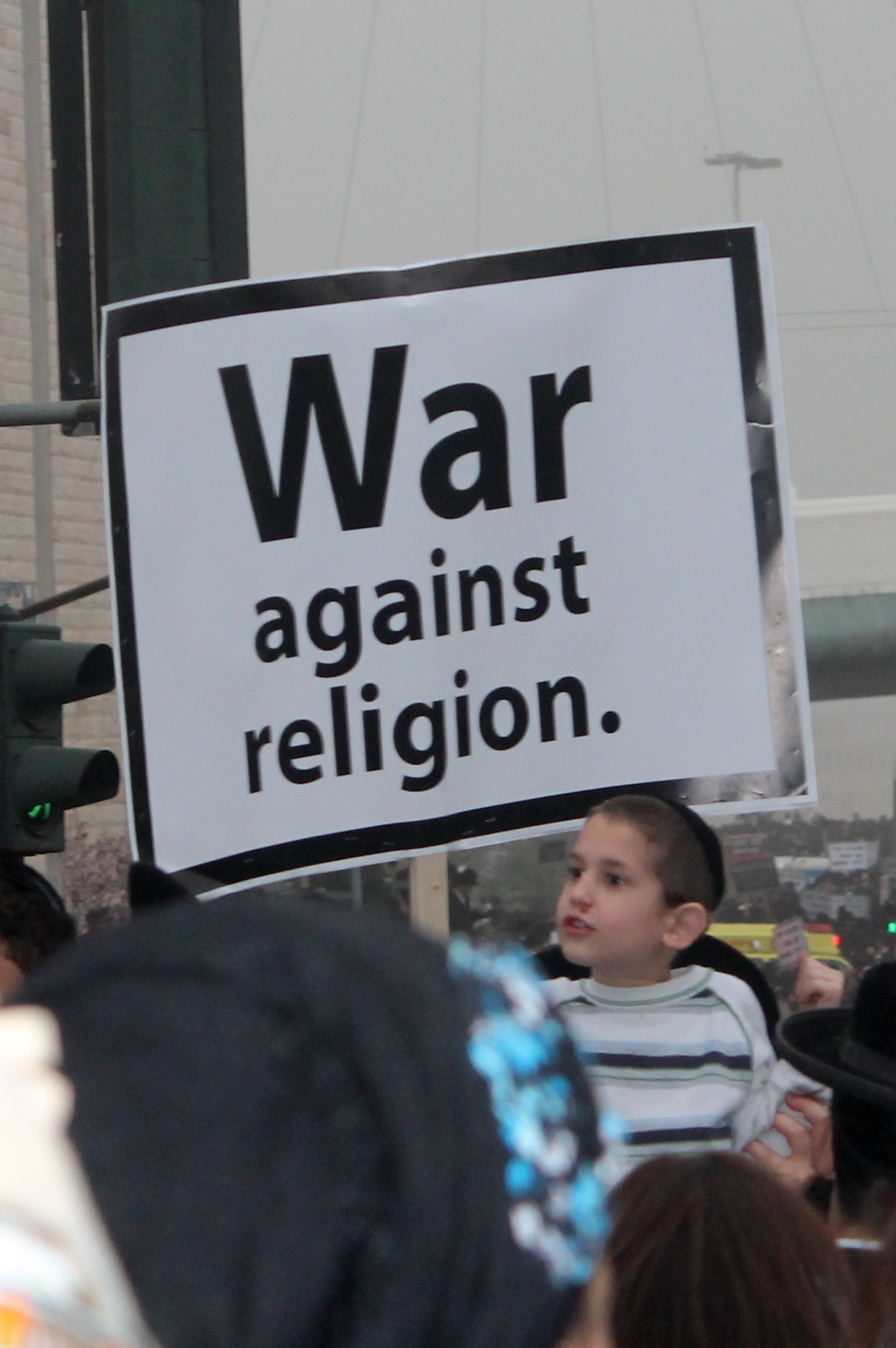
فتى حريدي يحمل لافتة احتجاجية.

احتشد مئات الآلاف في الشوارع المحيطة بمنطقة الاحتجاج، حيث تم تخصيص طريق جعفا للنساء. ورغم الظروف الجوية غير الملائمة، شهدت المظاهرة حضورًا واسعًا من مختلف شرائح المجتمع الحريدي. شارك في التجمع العديد من كبار الحاخامات، ومن بينهم حاخام غور، بلز، وحاخامات الطائفة الليتوانية، مثل أهارون ليب شتينمان، شاخيم كانييفسكي، وشموئيل أورباخ. كما كان من بين الحاضرين الحاخام شالوم كوهين إلى جانب أعضاء مجلس حكماء التوراة.
شملت المظاهرة أيضًا حضور عدد من الشخصيات الدينية البارزة في الأوساط الأرثوذكسية، مثل إسحاق توفيا فايس، الحاخامين الرئيسيين دافيد لاو وإسحاق يوسف، إضافة إلى قادة حسيديين ودينيين وصهيونيين مثل شموئيل إلياهو ويعقوب شابيرا.
أطلق المنظمون على هذا الحدث اسم "مظاهرة مليون رجل"، داعين جميع الرجال والفتيان ممن تزيد أعمارهم على تسع سنوات للمشاركة. قدر الحضور بنحو 500,000 شخص، فيما أشارت تقديرات الشرطة إلى أن العدد بلغ 300,000.  في المقابل، رأى بعض المراقبين أن العدد الحقيقي تجاوز 600,000، ما أدى إلى إقامة صلاة جماعية عرفت باسم "بركة حاخام هرازيم". 
كانت جميع الطوائف اليهودية الكبرى ممثلة في الاحتجاج، بما في ذلك الطائفة الليتوانية، الحسيدية، والسفاردية.  اعتبرت هذه المظاهرة واحدة من أكبر الاحتجاجات في تاريخ إسرائيل، حيث غطت مكبرات الصوت أرجاء القدس، وكان لها تأثير واسع داخل المجتمع.
تم تأمين الحدث بوجود 3,500 عنصر من الشرطة وقوات الأمن لضمان النظام.  لم يتم إلقاء خطابات خلال التجمع، ولكن في نهايته تم قراءة بيانات رسمية صادرة عن مجلس حكماء التوراة، أعربت عن رفض تجنيد طلاب اليشيفا والكول، وأكدت على أهمية استمرار دراسة التوراة كجزء جوهري من الهوية الدينية.

### أمريكا
في 9 يونيو 2013، شهدت ساحة فولي في مانهاتن تجمعًا احتجاجيًا شارك فيه ما بين 20,000 إلى 30,000 شخص من المجتمع الحريدي.   من بين المتحدثين في الفعالية كان الحاخام إيليا بير واختفوغل، رئيس يشيفات جيدولا زيكرون موشي في ساوث فولسبورغ، نيويورك. 
في 11 يونيو 2017، أقيم تجمع مماثل في مركز باركليز في بروكلين، حيث حضر نحو 20,000 شخص من المجتمع الحريدي.   تضمن الحدث كلمات من عدد من الشخصيات البارزة، منهم الحاخام آرون شيكتر، رئيس يشيفات تشايم برلين، والحاخام ليبيش ليزر من شيفورسك، وهو أحد الشخصيات المؤثرة في المجتمع الحريدي في أنتويرب، بلجيكا. كما ألقى الحاخام يعقوب شابيرو، مؤلف كتاب العربة الفارغة: رحلة الصهيونية من أزمة الهوية إلى سرقة الهوية، كلمة خلال التجمع.
تمت قراءة رسالة من الحاخام أهرون فيلدمان، رئيس يشيفات نير يسرول في بالتيمور، الذي لم يتمكن من الحضور شخصيًا. خلال حديثه، وصف الحاخام شيكتر محاولات فرض التجنيد على اليهود الأرثوذكس بأنها تحدٍ مباشر للمبادئ الأساسية للمجتمع الديني. 

### أوروبا
في 27 يونيو 2013، نظّم أعضاء المجتمع الحريدي احتجاجًا أمام مقر الاتحاد الأوروبي في بروكسل، بلجيكا، تعبيرًا عن معارضتهم لمحاولات إسرائيل فرض التجنيد الإجباري على طلاب اليشيفا.   شارك في المظاهرة عدد من الزعماء الدينيين، من بينهم الحاخام إفرايم بادوا، رئيس اتحاد الجماعات العبرية الأرثوذكسية في لندن، والحاخام إلياكيم شليزنجر، وهو من كبار علماء التوراة في المملكة المتحدة. كما حضر الحاخام ليبيش ليزر من شيفورسك في أنتويرب، بلجيكا. 
في لندن، أقيم احتجاج مماثل عام 2014، اجتذب نحو 4,000 متظاهر، حيث عبّر المشاركون عن معارضتهم لأي تشريع يفرض التجنيد على طلاب اليشيفا.

## الإستشهادات
1. ↑  Michaelis، Tamar (22 نوفمبر 2024). "إسرائيل تصدر أكثر من 1,000 مذكرة اعتقال بحق طلاب اليشيف المتهربين من التجنيد". CNN.
2. ↑  בג"ץ 3267/97 אמנון רובינשטיין ואחרים נ' שר הביטחון, ניתן ב-9 בדצמבר 1998 نسخة محفوظة July 29, 2013, على موقع واي باك مشين.
3. ↑  http://elyon1.court.gov.il/files/07/980/062/n18/07062980.n18.htm نسخة محفوظة December 31, 2013, at Archive.is בג"ץ 6298/07 רסלר נ' כנסת ישראל (February 21, 2012)
4. ↑  "Knesset Committees: Special Committee for the Equal Sharing of the Burden Bill". Knesset. اطلع عليه بتاريخ 2014-09-03.
5. ↑  "Knesset Committees: Special Committee for the Equal Sharing of the Burden Bill – Historical Makeup". Knesset. اطلع عليه بتاريخ 2014-09-03.
6. ↑  "Press Releases". Knesset. اطلع عليه بتاريخ 2014-09-03.
7. ↑  Kershner، Isabel (2 مارس 2014). "Ultra-Orthodox Jews Clog Jerusalem Streets to Protest a Draft Bill". The New York Times. مؤرشف من الأصل في 2023-09-25. اطلع عليه بتاريخ 2014-09-04.
8. ↑  Goldman, Yoel (25 Jun 2012). "Ultra-Orthodox hold mass Jerusalem protest against forced recruitment". The Times of Israel (بالإنجليزية الأمريكية). Archived from the original on 2025-01-26. Retrieved 2022-01-23.
9. ↑  Ettinger, Yair (25 Jun 2012). "Thousands of ultra-Orthodox Protest in Jerusalem Against Tal Law Replacement". Haaretz (بالإنجليزية). Archived from the original on 2022-01-23. Retrieved 2022-01-23.
10. ↑  "HISTORIC MEETING OF GEDOLIM: Standing Firm in the Face of Threatened Chareidi Draft". 24 فبراير 2014.
11. 1 2 3  Sharon، Jeremy؛ Eisenbud، Daniel (2 مارس 2014). "Massive haredi demonstration to take place in Jerusalem today: Prayer rally set to prevent drafting ultra-Orthodox men into national service; the last haredi protest of a similar size and nature was in 1999". The Jerusalem Post. مؤرشف من الأصل في 2024-10-06. اطلع عليه بتاريخ 2014-09-03.
12. ↑  Yonatan Urich (28 فبراير 2014). יצאו מהארון? רבנים חרד“לים יפגינו נגד גיוס לצה“ל [Did they come out of the closet? HaRDaL Rabbis will protest against conscription into the IDF] (بالعبرية). مؤرشف من الأصل في 2023-08-13.
13. ↑  Dvorin، Tova (1 مارس 2014). "Religious Zionist Leader 'Shocked and Outraged' by Haredi Rally: Another respected Religious Zionist joins the chorus of calls against the haredi rally Sunday". Arutz Sheva / Israel National News. مؤرشف من الأصل في 2021-12-06. اطلع عليه بتاريخ 2014-09-03.
14. ↑  Baruch، Uzi؛ Dvorin، Tova (2 مارس 2014). "Association of Community Rabbis Skips March Over Incitement: Group headed by Rabbi Shmuel Eliyahu cancels plans to attend until Yated Ne'eman retracts incitement against Religious Zionist leader". Arutz Sheva / Israel National News. مؤرشف من الأصل في 2021-12-06. اطلع عليه بتاريخ 2014-09-03.
15. ↑  Sharon، Jeremy (3 مارس 2014). "Tensions high in national religious community over participation in haredi draft rally: Criticism also leveled at chief rabbis for participating in demonstrations against ultra-Orthodox conscription". The Jerusalem Post. مؤرشف من الأصل في 2025-01-26. اطلع عليه بتاريخ 2014-09-03.
16. ↑  Sharon، Jeremy (2 مارس 2014). "Hundreds of thousands demonstrate in Jerusalem against haredi draft: Prayer rally to protest legislation to draft haredi men into national service shuts down streets in capital". The Jerusalem Post. مؤرشف من الأصل في 2025-01-26. اطلع عليه بتاريخ 2014-09-03.
17. 1 2
18. ↑  "שש מאות אלף איש בירכו יחד: "ברוך... חכם הרזים" • שידור חי" [600,000 شخص تلاوا معًا: "مبارك... الحكيم الخفي" • بث مباشر]. Kikar (بالعبرية). مؤرشف من الأصل في 2025-01-26.
19. ↑  Knell، Yolande (3 مارس 2014). "Israeli ultra-Orthodox in mass rally over army draft". BBC News. اطلع عليه بتاريخ 2024-06-26.
20. ↑  Hiscott, Rebecca (10 Jun 2013). "Ultra-Orthodox Jews Rally Against Israeli Army Draft Policies". The Observer (بالإنجليزية الأمريكية). Archived from the original on 2024-11-06. Retrieved 2022-01-13.
21. ↑  Brenner, Yermi (10 Jun 2013). "At Massive Anti-Draft Protest, Haredi Jews Came Together — But Not on Zionism". The Forward (بالإنجليزية الأمريكية). Archived from the original on 2025-01-26. Retrieved 2022-01-13.
22. ↑  Clearly explained why Orthodox Jews refuse to serve in IDF (بالإنجليزية). Archived from the original on 2024-10-10. Retrieved 2022-01-13 – via YouTube.
23. ↑  Ziri, Danielle (12 Jun 2017). "Tens of thousands of ultra-Orthodox Jews in New York protest IDF draft law". The Jerusalem Post (بالإنجليزية الأمريكية). Archived from the original on 2025-01-09. Retrieved 2024-06-26.
24. ↑  Nussbaum Cohen, Debra (12 Jun 2017). "Anti-Zionist Hasidic Jews Shake the Room at Brooklyn's Barclays Center". Haaretz (بالإنجليزية). Archived from the original on 2022-04-12. Retrieved 2022-01-13.
25. ↑  Tens of thousands of Orthodox Jews in New York protest IDF draft law - Part 1 (بالإنجليزية). Archived from the original on 2023-07-10. Retrieved 2022-01-13 – via YouTube.
26. ↑  Sharon, Jeremy (2 Jul 2013). "Haredim protest against IDF in Brussels". The Jerusalem Post (بالإنجليزية الأمريكية). Archived from the original on 2023-07-09. Retrieved 2022-01-19.
27. ↑  Yanover, Yori (2 Jul 2013). "AG Blocks Draft Bill as Haredim Rally Outside EU Headquarters". Jewish Press (بالإنجليزية الأمريكية). Archived from the original on 2024-11-30. Retrieved 2022-01-19.
28. ↑  "European Rabbis Protest Israeli Persecution Against Orthodox Jews". Torah Jews. اطلع عليه بتاريخ 2022-01-19.